# Bitwa pod Lachowcami
Bitwa pod Lachowcami – starcie zbrojne, które miało miejsce 12 kwietnia 1709 podczas III wojny północnej. Hetman wielki litewski Jan Kazimierz Sapieha (nominowany przez Leszczyńskiego) odniósł zwycięstwo nad hetmanem litewskim Grzegorzem Ogińskim sprzyjającym carowi Piotrowi i współdziałającym z gen. Henrykiem Goltzem w ofensywie na Lwów.

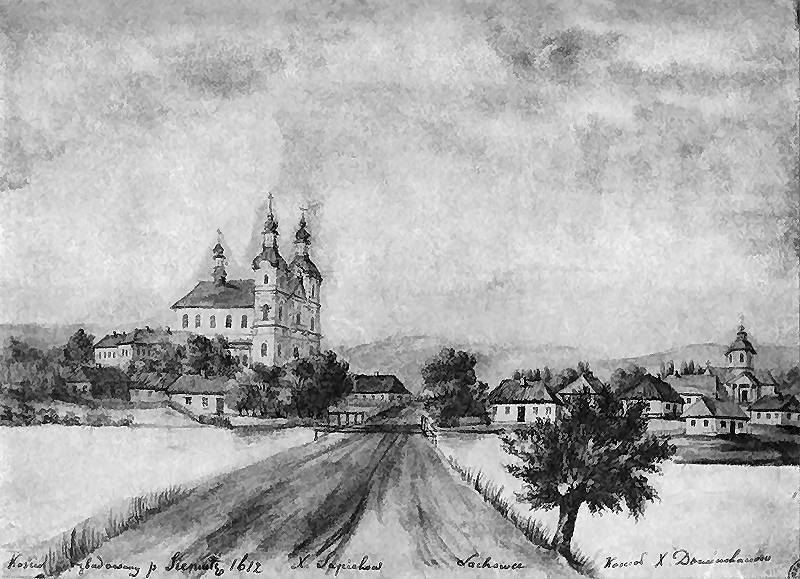
Lachowce na widoku N.Ordy z 2 poł. XIX wieku

Bitwa była prologiem przed starciami pod Nakwaszą (23 maja) i Beresteczkiem, wszystko to elementy mocno defensywnej postawy obydwu dowódców i Potockiego i Sapiehy.

## Okoliczności bitwy
W owym okresie Sieniawski postanowił uderzyć na wojska Leszczyńskiego znajdujące się w Wielkopolsce, a będące bazą dla Szwedów na Ukrainie. Plan zakładał okrążenie, uderzenie wojsk Sieniawskiego z Małopolski, Sasów z zachodu, Rybińskiego z północy i Rosjan ze wschodu (korpus pomocniczy Goltza). Plan spalił na panewce ze względu na opieszałość i Rosjan i Augusta. Leszczyński przedarł się na Wołyń, następnie na Pokucie, jednocześnie wydając Sapieże rozkaz uderzenia wyprzedzającego na Sieniawskiego. Sapieha zignorował rozkaz, swoje siły rozczłonkował zostawiając pokaźną armią na Litwie, a z resztą pozostał na Wołyniu. Z resztą oddziałów przeszedł do działań zaczepnych.

## Sytuacja po starciu
Sapieha rozbił Ogińskiego pod Lachowcami, a następnie na czele 40 chorągwi pancernych i lekkich pomaszerował ku Wiśniowcowi. 23 maja jego jazda lekka rozbiła szpicę kozacką Goltza pod Nakwaszą. Goltz dysponował 11 pułkami jazdy. Lekką jazdę Sapiehy powstrzymało dopiero uderzenie rosyjskiej kawalerii regularnej, która została rozpędzona przez kontratak chorągwi pancernych Sapiehy. Sapieha ustąpił jednak piechocie i artylerii Goltza, która z opóźnieniem dotarła na pole bitwy. Pobita jazda sapieżyńska, ścigana przez Kozaków uciekła do Beresteczka. Sapieha wycofał się na Podlasie, skąd uczestniczył jako element grupy osłonowej dla wycofujących się Szwedów. Po klęsce połtawskiej Sapieha skapitulował bez walki pod Solcem, a jego litewskie oddziały złożyły broń w Brześciu.